# Bråån
Bråån är ett vattendrag i mellersta och östra Skåne, högerbiflod till Kävlingeån. Ån är ungefär 50 km lång och har ett flodområde om cirka 150 km². 
Bråån rinner upp i östra Skåne, i sydöstra hörnet av Hörby kommun, Långaröds socken, nära den s.k. Fjällmossen, endast omkring 2 mil från Hanöbukten. Därifrån rinner Bråån rakt västerut genom Östra Sallerups socken och därefter genom Högseröds socken i östra delen av Eslövs kommun. Vidare genom naturreservatet Rövarekulan i Gudmuntorps socken, Höörs kommun, varefter E22:an korsas. Åter i Eslövs kommun passerar Bråån strax norr om Hurva, och därefter vid Östra Strö, Skarhult samt ett par kilometer söder om Eslövs södra kant innan den genom en tvär sväng åt sydost ansluter sig till Kävlingeån vid Väggarps tätort.
I början av sitt lopp kallas den Ullatoftaboån. 1975 rensades delar av loppet ovanför Skarhult för att underlätta utflödet.
Bråån saknar helt sjöar liksom biflöden av betydelse.